# Liste der Bodendenkmäler im Kraftshofer Forst
Auf dieser Seite sind die Bodendenkmäler in dem mittelfränkischen gemeindefreien Gebiet Kraftshofer Forst zusammengestellt. Diese Tabelle ist eine Teilliste der Liste der Bodendenkmäler in Bayern. Grundlage ist die Bayerische Denkmalliste, die auf Basis des Bayerischen Denkmalschutzgesetzes vom 1. Oktober 1973 erstmals erstellt wurde und seither durch das Bayerische Landesamt für Denkmalpflege geführt wird. Die folgenden Angaben ersetzen nicht die rechtsverbindliche Auskunft der Denkmalschutzbehörde.

| Lage                         | Objekt                                                                                                | Akten-Nr.     | Bild |
| ---------------------------- | --- | ------------- | ---- |
| Kraftshofer Forst (Standort) | Bestattungsplatz vorgeschichtlicher Zeitstellung mit Grabhügel.                                       | D-5-6432-0080 |      |
| Kraftshofer Forst (Standort) | Bestattungsplatz vorgeschichtlicher Zeitstellung mit Grabhügel.                                       | D-5-6432-0081 |      |
| Kraftshofer Forst (Standort) | Begräbnisplatz vorgeschichtlicher Zeitstellung mit Grabhügeln mit Bestattungen der frühen Latènezeit. | D-5-6432-0085 |      |
| Kraftshofer Forst (Standort) | Bestattungsplatz vorgeschichtlicher Zeitstellung mit Grabhügeln.                                      | D-5-6432-0087 |      |
| Kraftshofer Forst (Standort) | Streckenabschnitt der mittelalterlichen bis frühneuzeitlichen Altstraße Sächsische Straße.            | D-5-6432-0222 |      |